# تشايون (مغنية)
لي تشاي يون (كوري: 이채연 ؛ من مواليد 11 يناير 2000) والمعروف باسم مونونيم تشايون، مغنية وراقصة وكاتبة أغاني كورية جنوبية. وهي معروفة بأنها العضو السابق في مجموعة الفتيات اليابانية الكورية إيزون بعد أن احتلت المركز الثاني عشر في برنامج الواقع لمجموعة الفتيات بروديكت 48. ظهرت تشايون لأول مرة منفردة مع مسرحية مطولة Hush Rush في 12 أكتوبر 2022.